# Khamis Mushait
Khamis Mushait (en arabe : خميس مشيط Khamis Mushait) est une ville dans le sud-ouest de l'Arabie saoudite, située à 35 minutes à l'est d'Abha, le siège provincial de la province d'Asir. Elle est la capitale de la tribu Shahran.
Jusque dans les années 1970 Khamis Mushait est une petite ville de moins de 50 000 habitants, centre de la région agricole environnante. En 2004, sa population atteint 446 467 habitants.